# District de Manandriana
Le district de Manandriana est un district du centre de Madagascar situé dans la région d'Amoron'i Mania, dans la province de Fianarantsoa.